# Christopher A. Wray
Christopher A. Wray (ur. 17 grudnia 1966 w Nowym Jorku) – amerykański prawnik i urzędnik państwowy, dyrektor FBI od 2017.

## Życiorys
Jest synem Gildy Gates Wray i prawnika Cecila Wraya Jr.
W 1989 uzyskał tytuł bachelor of arts degree na Uniwersytecie Yale, a trzy lata później został doktorem prawa w Yale Law School. Zaraz po studiach pracował w prywatnej kancelarii King&Spalding, ale od 1997 w prokuraturze jako asystent prokuratora. W 2001 został zatrudniony w biurze zastępcy prokuratora generalnego, po czym w 2003 został z nominacji prezydenta George’a W. Busha szefem działu przestępstw kryminalnych w Departamencie Sprawiedliwości. Pracując na tym stanowisku, nadzorował śledztwo w sprawie bankructwa koncernu energetycznego Enron. W 2005 wrócił do pracy w kancelarii King&Spalding, w której pozostał do 2017; w 2014 był obrońcą gubernatora stanu New Jersey Chrisa Christie.
7 czerwca 2017 prezydent Donald Trump nominował go na stanowisko dyrektora FBI w miejsce odwołanego 9 maja Jamesa Comeya.

## Życie prywatne
Żonaty od 1989 z Helen Garrison Howell. Mają dwoje dzieci.